# Displasia dentinária
Displasia dentinária é uma doença genética que afeta dentes, comumente como uma herança autossômica dominante. É caracterizada pela presença de esmalte normal, mas atípica morfologia da dentina pulpar. Existem dois tipos. Tipo I é o tipo radicular, e do tipo II é o tipo coronal. No tipo radicular, as raízes dos dentes são mais curtas do que o normal, e as raízes são curtas e cónicas. No tipo coronal, a displasia é semelhante  a dentinogênese imperfeita do tipo II.